# Angeliera gracilis
Angeliera gracilis là một loài chân đều trong họ Microparasellidae. Loài này được Ganamuthu miêu tả khoa học năm 1954.